# Linia Mołotowa
Linia Mołotowa – pas sowieckich umocnień ciągnących się wzdłuż linii demarkacyjnej z III Rzeszą, wytyczonej po podziale Polski, dokonanym przez okupantów w 1939 roku na mocy traktatu o granicach i przyjaźni.

## Okoliczności powstania
Rezultatem agresji ZSRR na Polskę było przesunięcie granic Związku Radzieckiego na zachód. Musiała zostać zmieniona koncepcja obrony terytorium, tym bardziej że Józef Stalin planował wojnę z Niemcami. Dotychczasowy system działań obronnych opierał się na tzw. Linii Stalina. Był to pas fortyfikacji ciągnący się wzdłuż poprzednich granic, od Karelii do Morza Czarnego. Ze względu na długość tej granicy system opierał się na oddzielonych od siebie rejonach umocnionych, osłaniających główne kierunki operacyjne. Pomiędzy nimi znajdowały się duże nieumocnione tereny.
Do prac projektowych nad umocnieniem nowej granicy przystąpiono już w październiku 1939 roku i w niektórych odcinkach rozpoczęto budowę fortyfikacji, wówczas jeszcze niezwiązaną z finalnym planem Linii Mołotowa, zatwierdzonym przez Sztab Generalny w późniejszym terminie. W 1939 roku budowano między innymi schrony wzdłuż linii Bugu, blisko Drohiczyna, które w przyszłości stały się częścią Brzeskiego Rejonu Umocnionego.

## Nazwa
Podczas budowy i działań wojennych fortyfikacja była nazywana przez wojsko ZSRR „umocnieniami nowej granicy państwowej”. Poszczególne odcinki określano skrótami i numerami identyfikacyjnymi, np. skrót UR Nr 46 (ros. УР № 46) oznaczał Telszański Rejon Umocniony, skrót UR Nr 64 (ros. УР № 64) Zambrowski Rejon Umocniony.
Nazwa Linia Mołotowa jest stosowana od niedawna. Prawdopodobnie jako pierwszy sformułował ją Wiktor Suworow, rosyjski pisarz, uprzednio oficer armii radzieckiej i funkcjonariusz GRU, we francuskim wydaniu książki Lodołamacz z 1988 roku (pierwsze polskie wydanie publikacji pojawiło się w 1992 roku). Nawiązuje ona do nazwiska Wiaczesława Mołotowa i podpisania radziecko-niemieckiego paktu o nieagresji. Szybko stała się popularna i używana w publikacjach historycznych.
Sam Mołotow, zajmujący się w tych latach polityką zagraniczną, nie planował budowy fortyfikacji wojskowych i nie kierował działaniami na froncie, związanymi z linią nazwaną jego nazwiskiem. Dowódcy poszczególnych jednostek podlegali rozkazom pośrednio lub bezpośrednio wydawanym przez Gieorgija Żukowa, od 1941 roku szefa Sztabu Generalnego.

## Założenia fortyfikacji

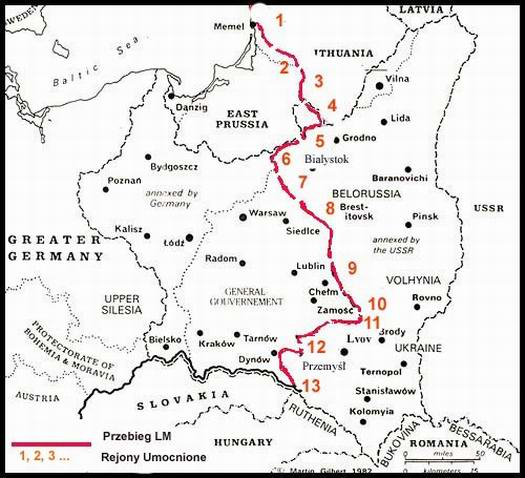
Schemat Linii Mołotowa na mapie

Stalin wybrał koncepcję budowy umocnień bezpośrednio w pasie granicznym, z wykorzystaniem przeszkód naturalnych (w szczególności rzeki Bug). Odrzucona koncepcja, promowana przez szefa Sztabu Generalnego marszałka Szaposznikowa, przewidywała budowę umocnień w odległości kilkudziesięciu kilometrów od granicy, co utrudniłoby Niemcom obserwację prac i pozwoliło stworzyć głębokie, umocnione przedpole. W trakcie budowy kilkakrotnie zmieniały się koncepcje założeń operacyjnych Armii Czerwonej. Powodowało to korekty przebiegu linii umocnień i zmiany nasilenia prac na poszczególnych odcinkach. Ostatecznie linia żelbetowych i pancernych fortyfikacji stałych uzupełnionych o fortyfikacje polowe miała ciągnąć się od Bałtyku w okolicach Połągi na Litwie, aż za Przemyśl na południu.
Pomimo niespełnienia swego głównego zadania Linia Mołotowa miała duże znaczenie. Rozwiązania konstrukcyjne i dotyczące uzbrojenia były bardzo nowoczesne i przyczyniły się do rozwoju sztuki fortyfikacji.

## Rejony Umocnione Linii Mołotowa

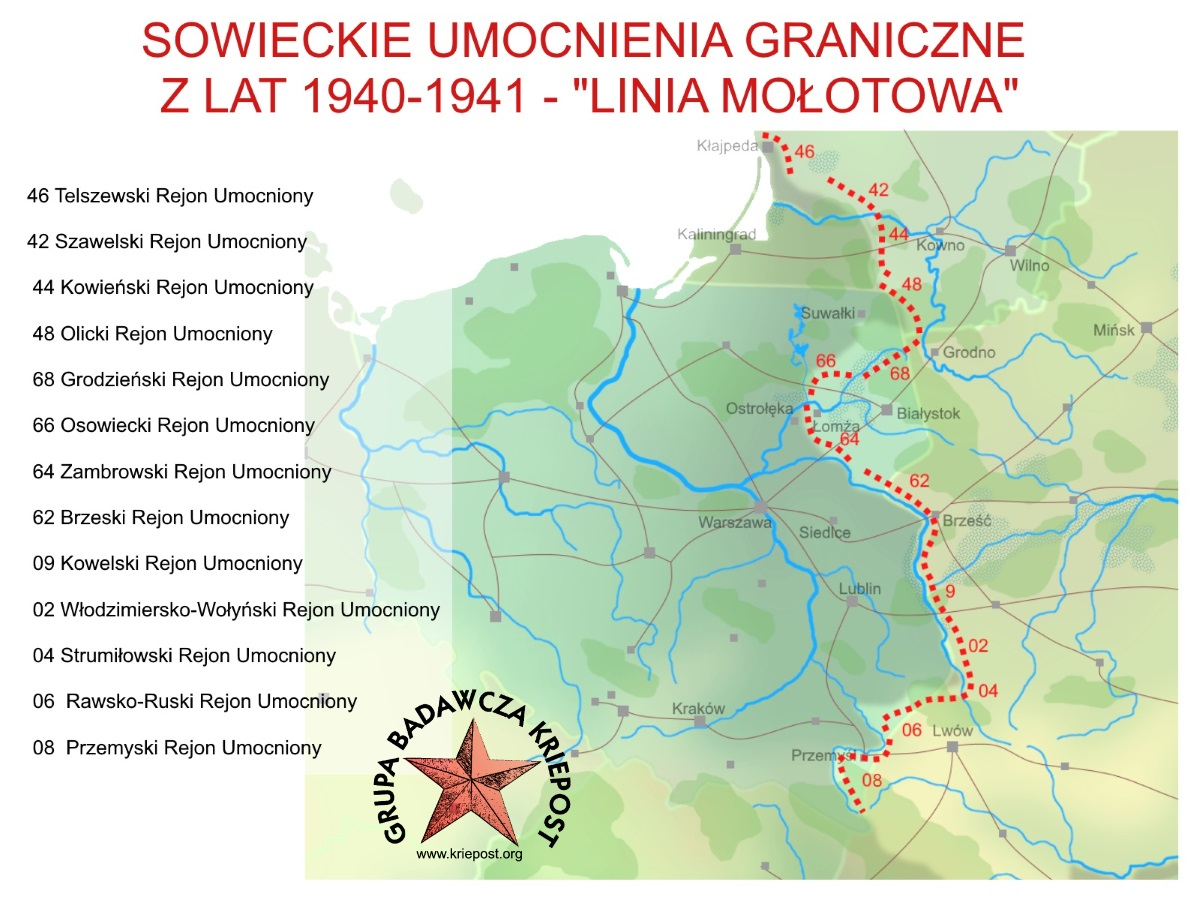
Przebieg Linii Mołotowa, wraz z podziałem na rejony umocnione, na terenach Litwy, Białorusi, Polski i Ukrainy

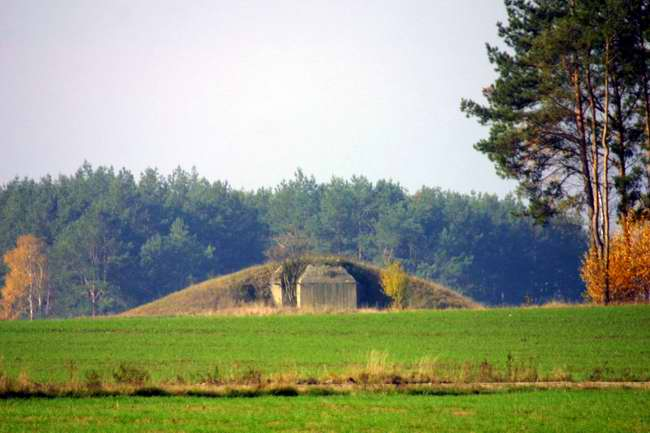
Zambrowski Rejon Umocniony, Punkt Oporu Prosienica.

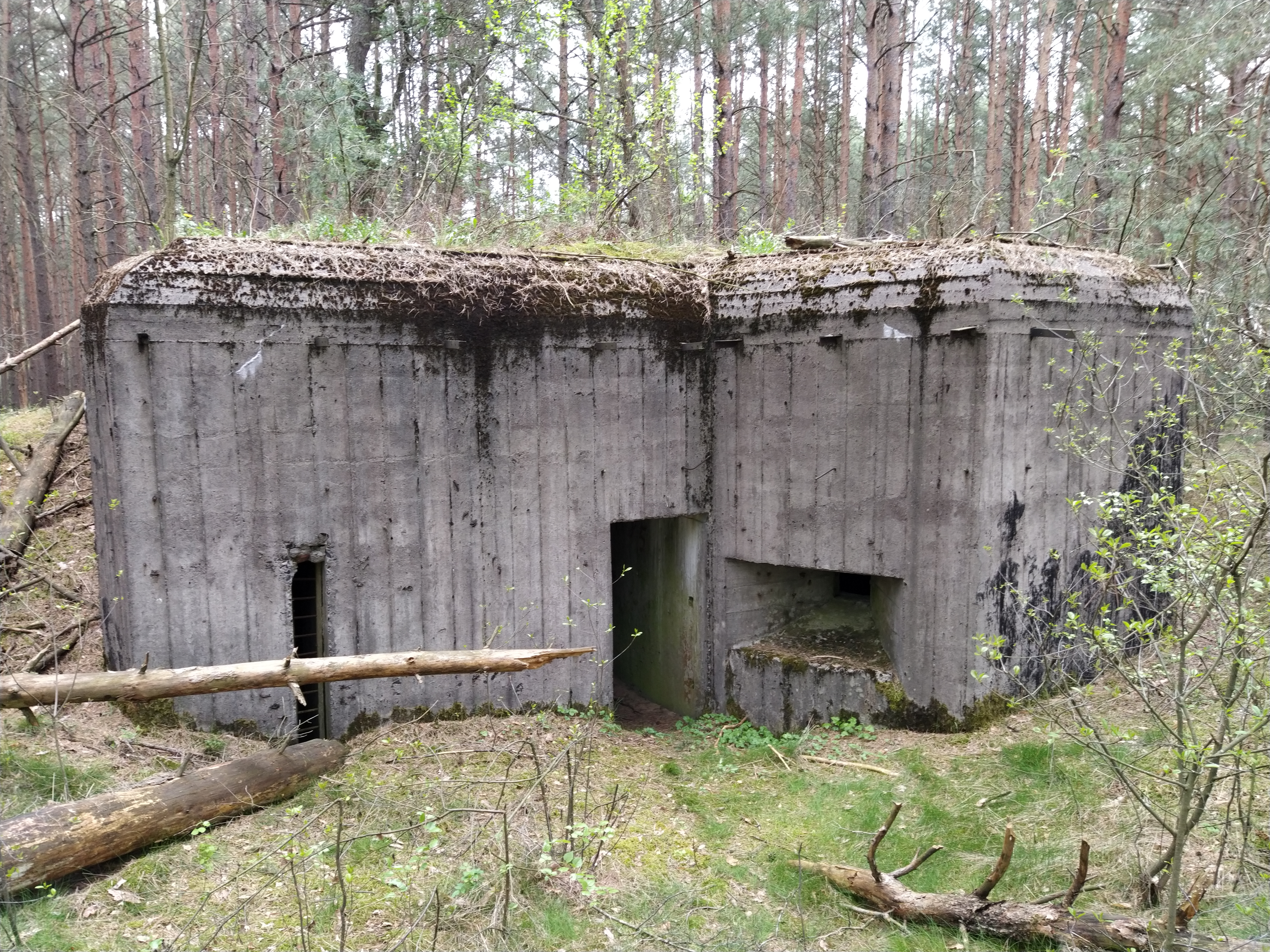
Osowiecki Rejon Umocniony, Punkt Oporu Ciemnoszyje.

### Charakterystyka
Fortyfikacja opierała się na trzynastu Rejonach Umocnionych (ros. укреплённый район), zwanych RU (ros. УР), obejmujących front o długości od 80 do 100 km. Pierwszą linię obrony stanowiły umocnienia polowe nazywane pasem przesłaniania. W odległości od kilku do kilkunastu kilometrów w głąb, znajdowały się tzw. węzły obrony składające się z sieci schronów bojowych przeznaczonych dla artylerii i karabinów maszynowych. W skład Rejonu Umocnionego wchodziło od 8 do 9 węzłów obrony oraz od 3 do 5 punktów oporu, składających się z kilku, położonych blisko siebie i osłaniających się wzajemnie schronów bojowych, zabezpieczonych systemem przeszkód przeciwpiechotnych i zapór przeciwpancernych.

### Wykaz
Utworzono 13 Rejonów Umocnionych:
- 46 Telszański Rejon Umocniony
- 42 Szawelski Rejon Umocniony
- 44 Kowieński Rejon Umocniony
- 48 Olicki Rejon Umocniony
- 68 Grodzieński Rejon Umocniony
- 66 Osowiecki Rejon Umocniony
- 64 Zambrowski Rejon Umocniony
- 62 Brzeski Rejon Umocniony
- 9 Kowelski Rejon Umocniony
- 2 Włodzimiersko-Wołyński Rejon Umocniony
- 4 Strumiłowski Rejon Umocniony
- 6 Rawsko-Ruski Rejon Umocniony
- 8 Przemyski Rejon Umocniony

### Tereny współczesnej Polski
Obecnie na terenie Polski znajdują się w całości lub częściowo następujące Rejony Umocnione:
- 68 Grodzieński Rejon Umocniony – częściowo;
- 66 Osowiecki Rejon Umocniony – w całości;
- 64 Zambrowski Rejon Umocniony – w całości;
- 62 Brzeski Rejon Umocniony – częściowo;
- 6 Rawsko-Ruski Rejon Umocniony – częściowo;
- 8 Przemyski Rejon Umocniony – częściowo.

## Budowa

### Projekt
Projekt umocnień sporządził Dmitrij Karbyszew, generał lejtnant wojsk inżynieryjnych, który uprzednio pracował przy tak zwanej Linii Stalina. Plan zakładał budowę 5807 schronów bojowych na długości ok. 1050 km. Został uwzględniony w strategii budowlanej Sztabu Generalnego na lata 1940–1941. Budowa tak skomplikowanej fortyfikacji stałej w tak krótkim czasie była praktycznie niemożliwa. Podobnego przedsięwzięcia nie dokonała żadna armia (przykładowo: Linia Maginota o długości 450 km była budowana w latach 1929–1934 i umacniana do 1939 roku).

### Przebieg prac budowlanych w 1940 roku
Prace budowlane rozpoczęły się 26 czerwca 1940 roku. Decyzję przyspieszyła komplikacja stosunków międzynarodowych spowodowana nieoczekiwanie szybkim upadkiem Francji i zajęciem państw bałtyckich przez ZSRR. Zakres przewidywanych robót wymagał zgromadzenia ogromnych zasobów ludzkich i materiałowych. Z części miejscowości leżących na linii budowy wysiedlono lokalną ludność. Jeszcze w styczniu 1940 roku zaczęto prowadzić nabór robotników do specjalistycznych prac. Jednak główną siłą roboczą byli żołnierze, sformowani w okryte złą sławą bataliony budowlane. Wcielano do nich osoby niepewne politycznie oraz żołnierzy ukaranych dyscyplinarnie.
W okręgowych sztabach wojskowych utworzono pięć zarządów, którym podlegało 1338 wydzielonych odcinków budowlanych. W pobliżu kluczowych węzłów uruchomiono wytwórnie betonu, składniki dostarczano głównie z Wołynia i Podola, zaś drewno z okolicznych wsi. Do budowy wykorzystano również elementy polskich fortyfikacji znajdujących się na Polesiu.
We wrześniu 1940 roku z rozkazu Siemiona Timoszenki powołano komisję, która miała skontrolować dotychczasowe prace. Uznała, że w niektórych okręgach wojskowych postępują one zbyt wolno, np. w kijowskim na poziomie 24%, w zachodnim 30% wobec planu. 18 września Timoszenko i Kiriłł Mierieckow sporządzili dokument Rozważania na temat podstaw rozmieszczenia strategicznego Sił Zbrojnych ZSRR na zachodzie i wschodzie w latach 1940 i 1941. Stwierdzili w nim: „głównym i najpoważniejszym wrogiem [Związku Radzieckiego] są Niemcy” oraz zalecili dalsze umacnianie zachodniej granicy.
Budowa każdego schronu składała się z siedmiu cykli, z których pierwszy dotyczył wykopów ziemnych, a ostatni osadzenia uzbrojenia. Pierwsze cykle, wraz z robotami betoniarskimi, odbywały się sprawnie. W 1940 w czterech regionach udało się zabetonować więcej schronów niż zakładano (to jest 340 schronów przy 326 zaplanowanych). Poważny problem stanowiły kolejne cykle budowy. Przed zakończeniem sezonu w 1940 roku w pełni ukończono jedynie 16,8%, zaś urządzenia wewnętrzne zainstalowano w 24,5% zaplanowanych schronów. Prace zostały zawieszone w listopadzie, z uwagi na nadejście zimy.

### Przebieg prac budowlanych w 1941 roku
Po zimowej przerwie prace wznowiono w marcu 1941 roku. Przy budowie umocnień pracowało ok. 140 000 żołnierzy i prawie 18 000 cywilnych specjalistów. W maju zwiększono liczbę pracujących. Do pracy zmuszano również tysiące mieszkających w okolicy budów osób. Ogrom wykonanej pracy oddaje sporządzona później przez Niemców inwentaryzacja. Zidentyfikowali oni ok. 1900 obiektów, w tym: 542 schrony dla broni maszynowej, 460 schronów obrony przeciwpancernej, 68 schronów artylerii fortecznej i 43 schrony dowodzenia. Naliczono również ok. 800 obiektów w budowie.
Założenia były o wiele większe. Brak czasu oraz sowiecka organizacja pracy uniemożliwiły ich zrealizowanie. Budowę opóźniały dostawy elementów uzbrojenia (zwłaszcza zestawów DOT-4), co spowodowało, że postawione w 1940 roku schrony nie zostały w pełni ukończone. Inspekcje dokonywane przez wyznaczone zarządy fortyfikacji z rozkazu Sztabu Generalnego wykazywały słabą dyscyplinę pracy, lekceważenie planów, nadużycia i samowolę. Częste były kradzieże i przypadki dewastacji umocnień przez żołnierzy i miejscową ludność. Do systemu umocnień włączono polskie fortyfikacje wybudowane na pozycjach SGO „Narew”. Pełną wartość bojową system umocnień stałych i polowych Linii Mołotowa miał osiągnąć wiosną 1942 roku. Plany te były nierealne i oparte na założeniach niemożliwych do wdrożenia w praktyce.
14 kwietnia 1941 roku Gieorgij Żukow skrytykował tempo prac. W podpisanym dokumencie, przedstawionym do wiadomości Sztabowi Generalnemu, stwierdził: „Wbrew licznym rozkazom Sztabu Generalnego Armii Czerwonej, doprowadzenie obiektów do gotowości bojowej oraz instalowanie kazamat w schronach, odbywa się w niedopuszczalnie wolnym tempie”. W związku z powyższym przedstawił rozkazy wydane przez Siemiona Timoszenkę. Zalecił szefowi Dyrekcji Budownictwa Obronnego Armii Czerwonej sporządzić i rozesłać do schronów instrukcje techniczne instalowania broni, zamontować wszelkie instalacje wojskowe, drzwi pancerne, karabiny maszynowe i postawić wojsko w stan gotowości bojowej.
16 maja Timoszenko ponownie zażądał raportu o postępach w budowie, które przeanalizowali dowódcy Armii Czerwonej i uznali, że liczba ukończonych schronów jest zbyt mała, aby mogła zapewnić obronę.
W maju 1941 roku starano się przyspieszyć znacznie prace budowlane i uzbrajanie gotowych schronów. Część uzbrojenia przenoszono z Linii Stalina. Decyzję w tej sprawie najprawdopodobniej podjął Timoszenko. Wykonanie jego rozkazu spowodowało znaczące osłabienie bojowe powyższych umocnień. Zdemontowaną broń składowano w magazynach, a fortyfikacje Linii Stalina zostały w dużej części zdewastowane i stały się nieprzydatne do obrony.

### Stan na 22 czerwca 1941 roku

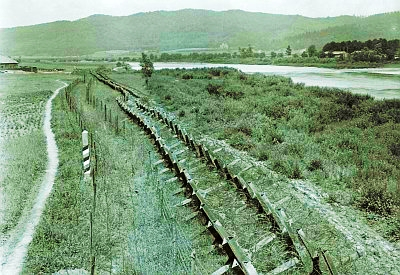
Zapory przeciwczołgowe i przeciwpiechotne w okolicy Linii Mołotowa. Olchowce, 1941 rok

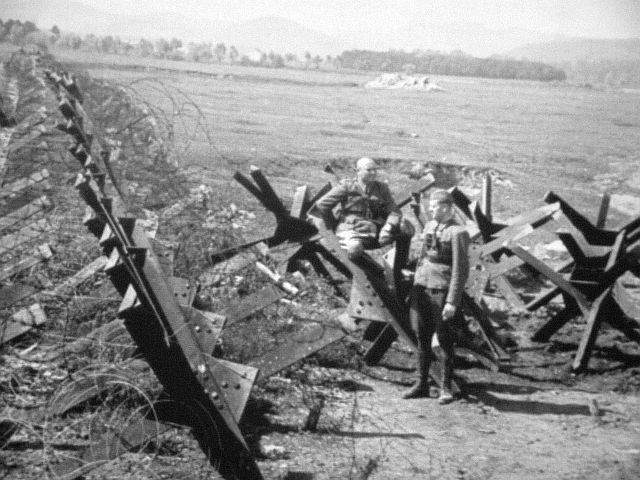
Okolice Linii Mołotowa, Sanok 1941 rok

Pomimo gorączkowych prac stan Linii Mołotowa przed 22 czerwca 1941 roku pozwalał na prowadzenie walk obronnych w oparciu o nią tylko w niektórych, odizolowanych punktach oporu. Przed atakiem Niemiec plan Karbyszewa zrealizowano w około 25%. Jednak pośpiech przy wznoszeniu fortyfikacji spowodował, że wbrew pierwotnym założeniom, budowano cieńsze ściany i stropy. Nośne miały grubość od 60 do 80 cm, działowe 30 cm, stropy pomiędzy kondygnacjami 30 cm, co powodowało, że wybuch wewnątrz schronu mógł spowodować zawalenie konstrukcji i śmierć załogi.
Wedle różnych szacunków udało się wybudować od 800 do 1000 schronów (przy czym znaczna część nie była jeszcze uzbrojona lub obsadzona, a załogi nie zostały w pełni przeszkolone). Ich liczba jest sporna i trudna do ustalenia z uwagi na wątpliwości dotyczące dokumentacji oraz fakt, że zniszczenia spowodowane przejściem frontu nie pozwoliły zweryfikować danych. ZSRR po wojnie informował o 2500 gotowych schronach bojowych, co historycy uznają za nieprawdopodobne. Z archiwalnych danych wojskowych ZSRR wynika, że do dnia 1 czerwca 1941 r. powstało 1649 schronów, jednak nie wiadomo, czy raporty były zgodne ze stanem faktycznym i który etap budowy został w nich uwzględniony. Sztab Generalny Wojsk Lądowych III Rzeszy po przeprowadzonej inwentaryzacji zlokalizował 1113 obiektów, w tym: 43 schrony dowodzenia, 460 obrony przeciwpancernej, 68 artyleryjskich i 542 z karabinami maszynowymi. Nie oznacza to jednak, że wszystkie były obsadzone i w gotowości bojowej, gdyż część zastano pustych. Wedle planu Sztabu Generalnego ZSRR pełne obsadzenie fortyfikacji miało nastąpić w kolejnych tygodniach, co w praktyce oznaczało, że w chwili ataku niemieckich żołnierzy brakowało części armii, w tym: 34% oficerów, 28% podoficerów oraz 47% szeregowców. We współczesnych publikacjach rosyjskich często podawana jest liczba 880 ukończonych schronów, to jest mniejsza niż w inwentaryzacji wojsk III Rzeszy. Przyjmuje się, że dane o 1649 schronach z dokumentacji wojskowej ZSRR mogły wprowadzać w błąd, gdyż przez „ukończenie” rozumiano zamknięcie wskazanego etapu budowy, który nie musiał być końcowym, a Sztab Generalny Wojsk Lądowych III Rzeszy mógł policzyć również niedokończone, nieuzbrojone i nieobsadzone obiekty, których przeznaczenie zweryfikował na podstawie typu budowli.
Z uwagi na niedokończoną budowę na niektórych odcinkach wzniesiono zapory, które miały powstrzymać niemieckie czołgi i piechotę. Ponadto na tereny Linii Mołotowa skierowano lekkie czołgi T-18. Zdemontowano im podwozia i zakopano w ziemi tak, aby wystawała tylko wieża. Powyższe rozwiązanie jest używane w fortyfikacjach do dziś, gdyż wieże okazały się trudne do trafienia przez przeciwnika, ale to nie powstrzymało ataku.

### Wywiad wojskowy III Rzeszy
Budowa tak rozbudowanej fortyfikacji stałej blisko granicy była praktycznie niemożliwa do ukrycia przed wywiadem wojskowym III Rzeszy. Dowódcy ZSRR zdawali sobie z tego sprawę i kładli większy nacisk na ochronę informacji niejawnych, dotyczących typu zastosowanej broni, niż na sam fakt umacniania granicy.
Wywiad wojskowy III Rzeszy posiadał obszerne informacje o lokalizacji zdecydowanej większości schronów, do czego przyczyniły się następujące okoliczności:
- Bliskość granicy powodowała, że budowę części schronów dało się obserwować z ziemi (niektóre znajdowały się kilka km od pasa granicznego);
- Od 1940 roku niemieckie lotnictwo prowadziło rozpoznanie z powietrza, z większą częstotliwością od wiosny 1941 roku;
- Wśród miejscowej ludności za granicą ZSRR znajdowali się pracownicy operacyjni niemieckiego wywiadu wojskowego, którzy składali przełożonym meldunki o postępie prac.

Ponadto przed 22 czerwca 1941 roku zdecydowana większość schronów nie została zamaskowana, gdyż znajdowała się jeszcze na etapie budowy (lub z innych przyczyn nie wykonano maskowania), co spowodowało, że nawet bez danych wywiadowczych żołnierze niemieccy byli w stanie zlokalizować obiekty i je ominąć.

## Działania wojenne

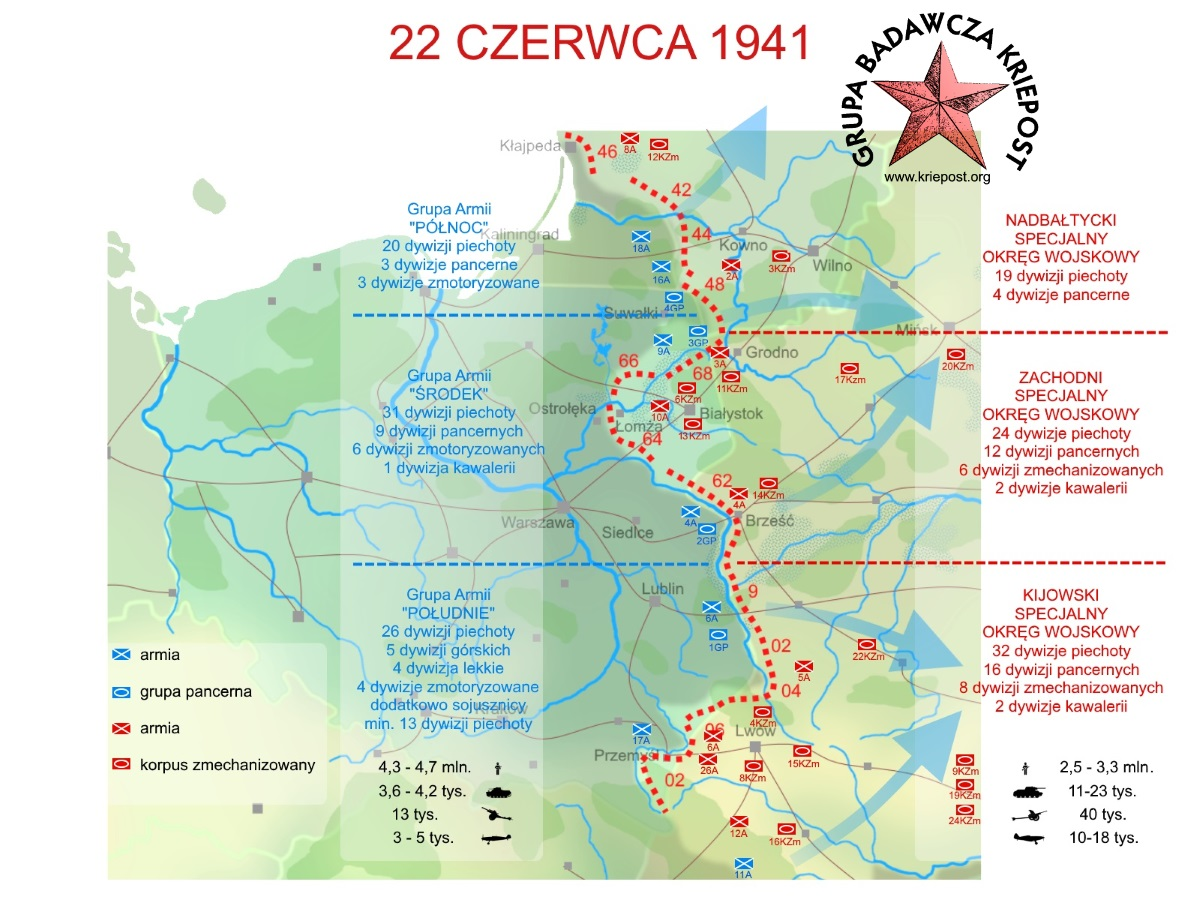
Linia Mołotowa 22.06.1941 r. – przebieg umocnień granicznych, położenie wojsk, główne kierunki działań

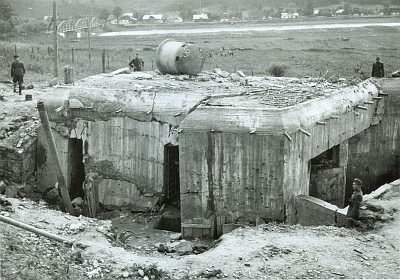
Lesko, 1941 rok. Schron zniszczony przez wojska słowackie

Linia Mołotowa miała pomóc zatrzymać atak nieprzyjaciela na czas potrzebny do przeprowadzenia mobilizacji, a następnie służyć jako wsparcie działań zaczepnych własnych wojsk. Zadania te nie mogły być i nie zostały wypełnione. Atak niemiecki zaskoczył Sowietów. Wprawdzie służby wywiadowcze donosiły o nadzwyczajnej koncentracji niemieckich wojsk na granicy, a Żukow chciał podjąć działania obronne, Stalin był im przeciwny i lekceważył meldunki.
21 czerwca 1941 roku wydano rozkaz (ros. Директива № 1 от 21 июня 1941 года) dotyczący lotnictwa i Linii Mołotowa, podpisany między innymi przez Gieorgija Żukowa i Siemiona Timoszenkę. W związku z przewidywanym atakiem zalecano bezzwłocznie zająć obiekty obronne i pozostawić wszystkie jednostki w gotowości. Żołnierze nie dali rady wykonać go w tak krótkim czasie. Rozkaz dotarł do niektórych oddziałów już po rozpoczęciu działań wojennych. Dodatkowe zamieszanie wprowadził fakt, że atak rozpoczął się w niedzielę. W poprzedzający ją sobotni wieczór kwitło życie towarzyskie i kulturalne, w miejscach obozowania oddziałów organizowano zabawy i pokazy filmów. Związane z tymi rozrywkami picie alkoholu spowodowało osłabienie zdolności bojowej żołnierzy. Na czas zdążono obsadzić tylko część schronów, niektóre już pod ogniem nieprzyjaciela.
Odizolowane punkty oporu nie powstrzymały szybkiego pochodu Niemców – zostały one najczęściej ominięte i pozostawione do likwidacji oddziałom drugorzutowym. Brak pośpiechu ze strony Niemców wynikał z zamiaru wyłapania lub zlikwidowania stawiających opór żołnierzy i chęci minimalizacji strat własnych. Działaniami bojowymi na Linii Mołotowa dowodził Żukow. Pierwotnie żołnierze byli zdezorientowani, gdyż Stalin odniósł się do ataku Niemiec na ZSRR dopiero 3 lipca 1941 roku w przemówieniu radiowym. Wcześniej otrzymywali rozkazy i brali udział w walkach, choć przywódca kraju nie ogłosił wojny publicznie.
Największe siły niemieckie zostały skierowane w tereny strategicznie ważne, np. do Przemyśla, gdzie znajdował się most kolejowy na Sanie, którego zdobycie było niezbędne do przeprowadzenia przemarszu wojsk z Krakowa do Lwowa. Miasta po prawej stronie rzeki z poziomu strzelnic i Linii Mołotowa broniła 26. Armia, która wycofała się 27 czerwca, gdyż nie była w stanie odeprzeć ataku. Strona niemiecka użyła do niego 86 czołgów, 130 wozów pancernych, 102 dział i blisko 11,5 tys. żołnierzy.
Poza wojskami niemieckimi w walkach łamiących Linię Mołotowa brało udział również około 1800 żołnierzy słowackich, wyposażonych w 47 czołgów. Słowacka formacja Rýchla skupina (utworzona z Grupy Szybkiej Kalinčak) walczyła w okolicy Sanoka.
Za umowną datę przełamania Linii Mołotowa uznaje się 27 czerwca i zdobycie mostu kolejowego na Sanie, przy czym część nieobsadzonych lub niedokończonych obiektów fortyfikacji wojska niemieckie ominęły w pierwszej dobie ataku, zaś w niektórych miejscach (np. w Punkcie Oporu Lesko) walki trwały do lipca. Najdłużej, to jest do 12 lipca, broniła się załoga wysadzonego w powietrze schronu X w Załużu.

## Charakterystyka techniczna schronów

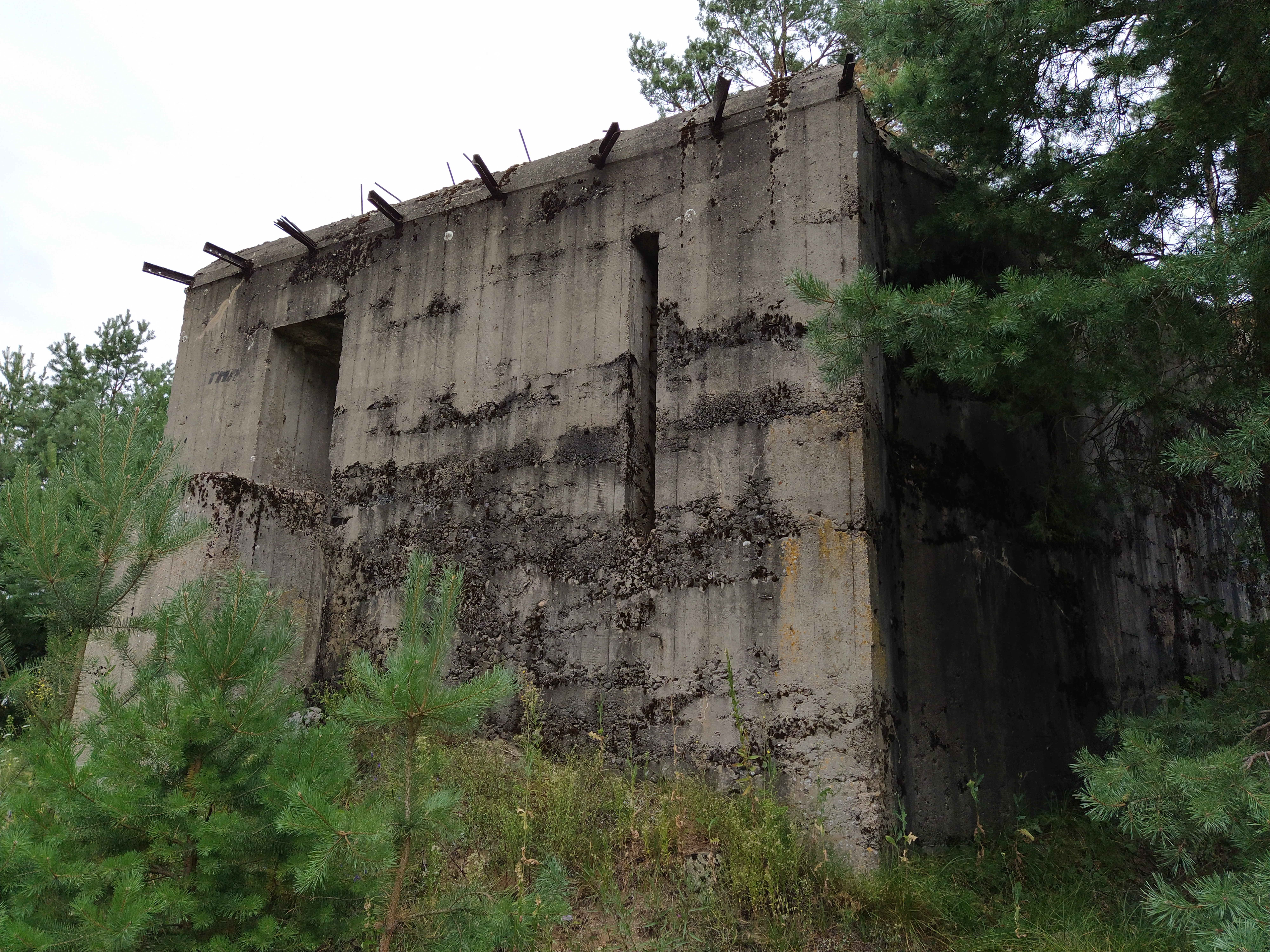
Dwukondygnacyjny Schron OPDOT Kamienna 68-KM-13 w Kamiennej Starej.

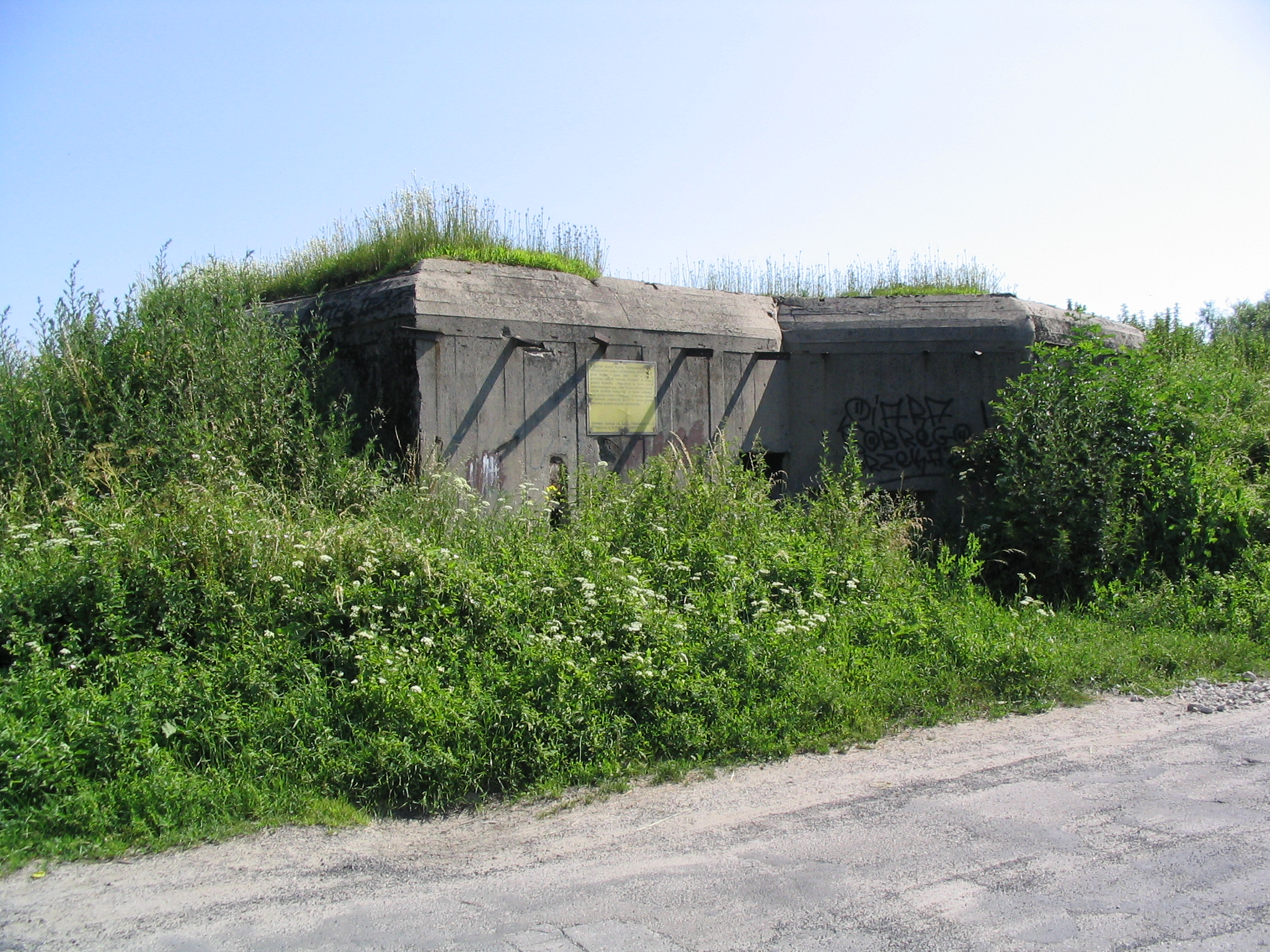
Jednokondygnacyjny, wieloizbowy schron Przemyśl, ul. Przekopana.

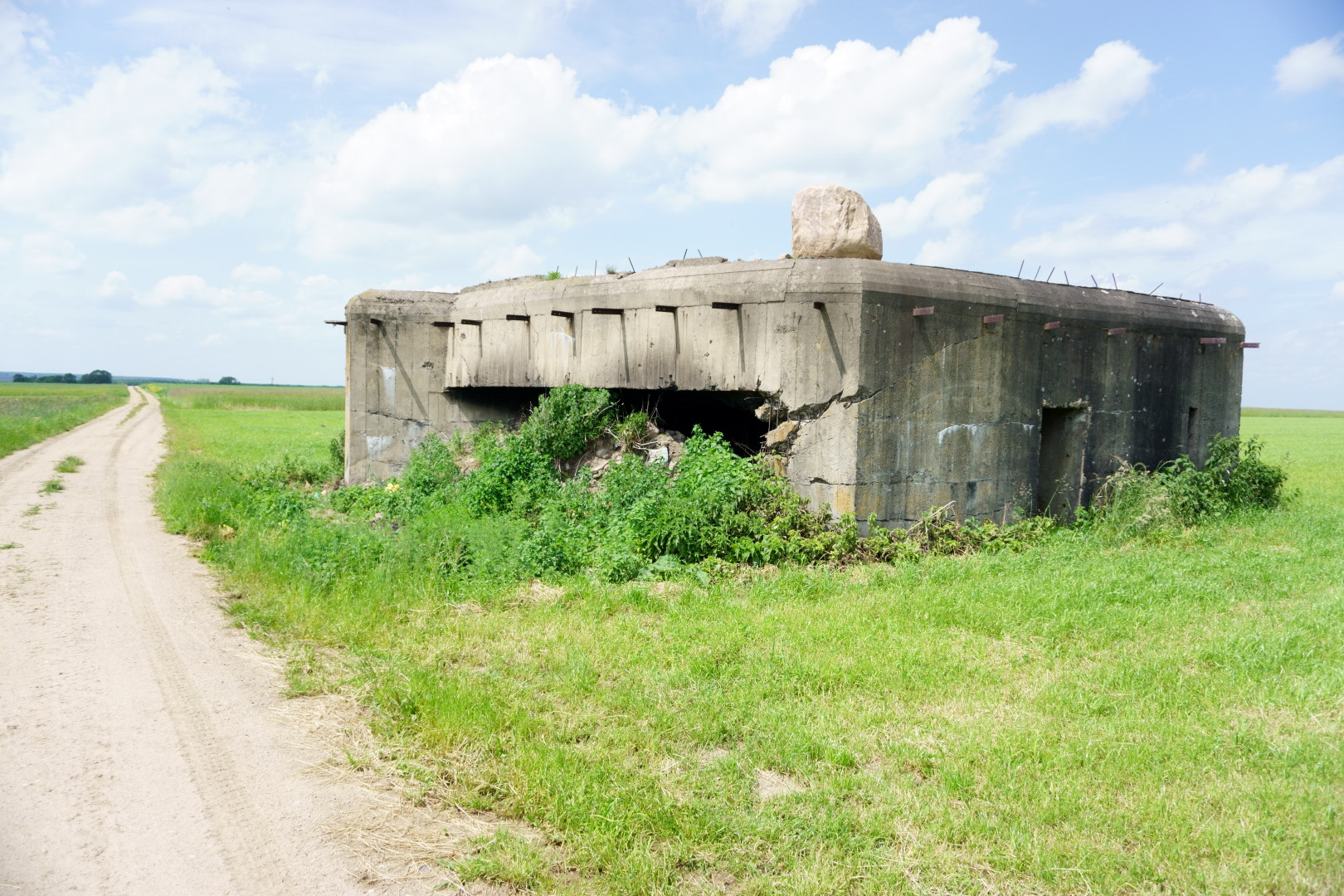
Półkaponiera do ognia bocznego, Wierzchuca Nagórna.

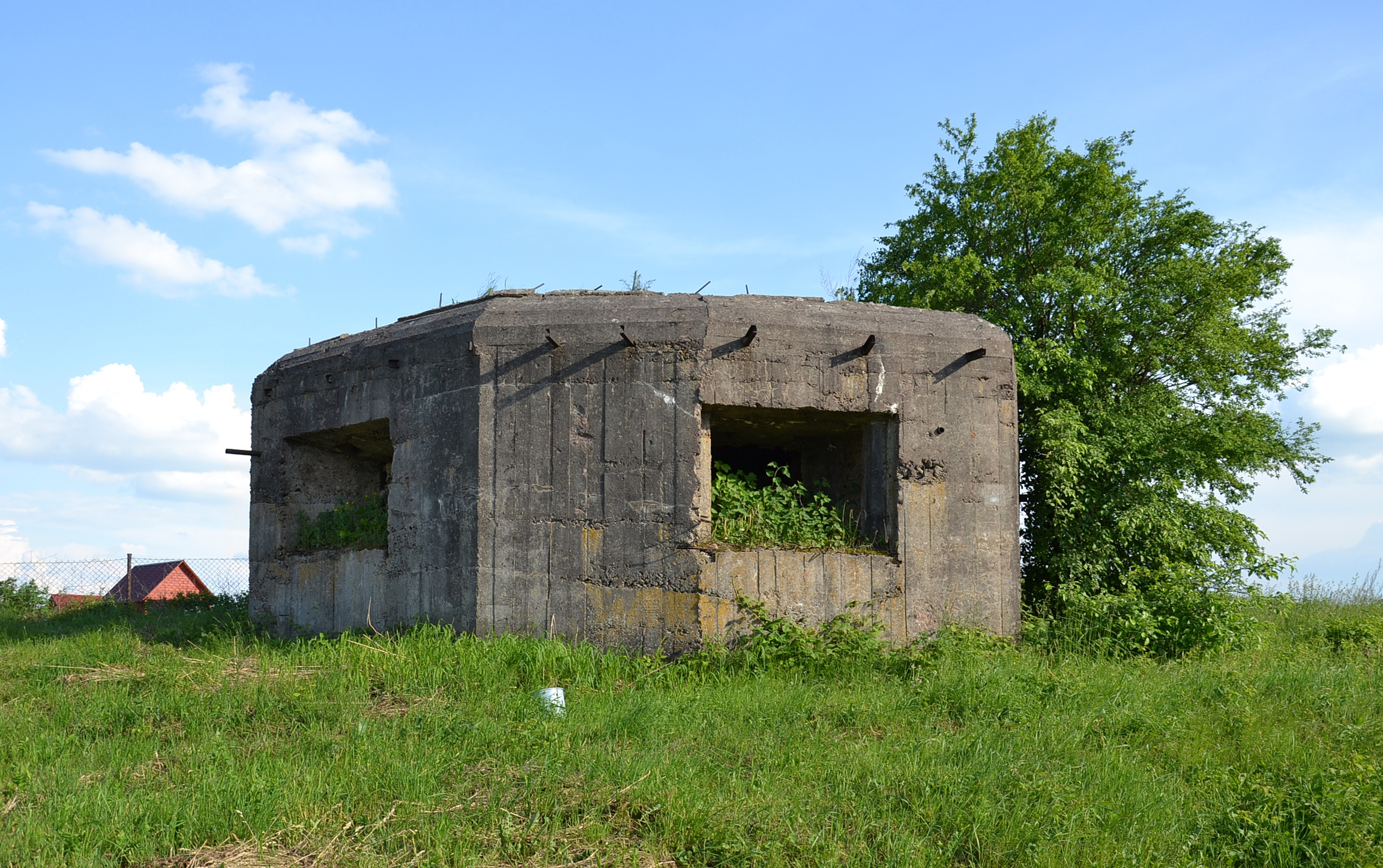
Schron do ognia czołowego w Lipsku, Grodzieński Rejon Umocniony.

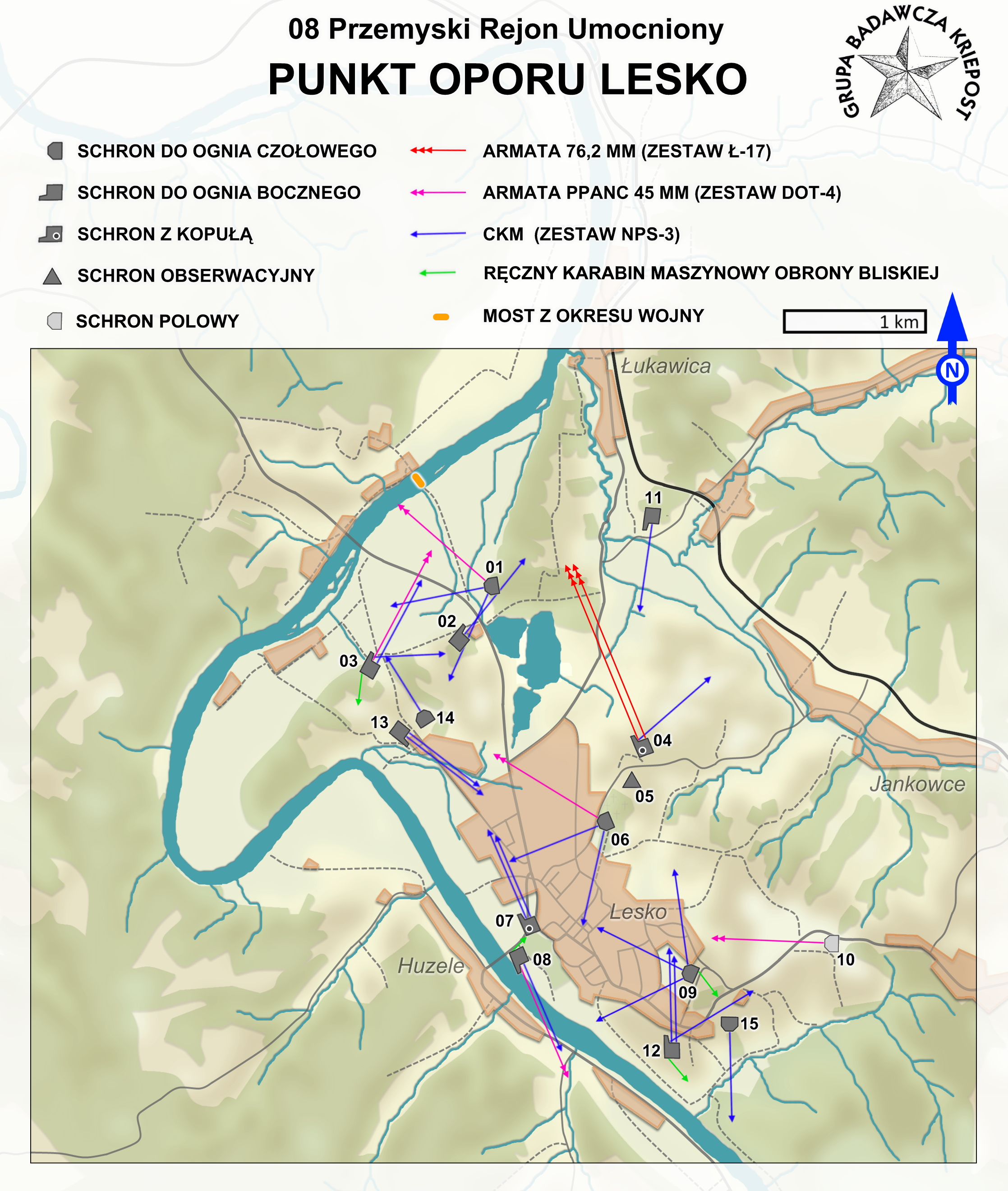
Uzbrojenie i kierunki ognia w Punkcie Oporu Lesko, 08 Przemyski Rejon Umocniony.

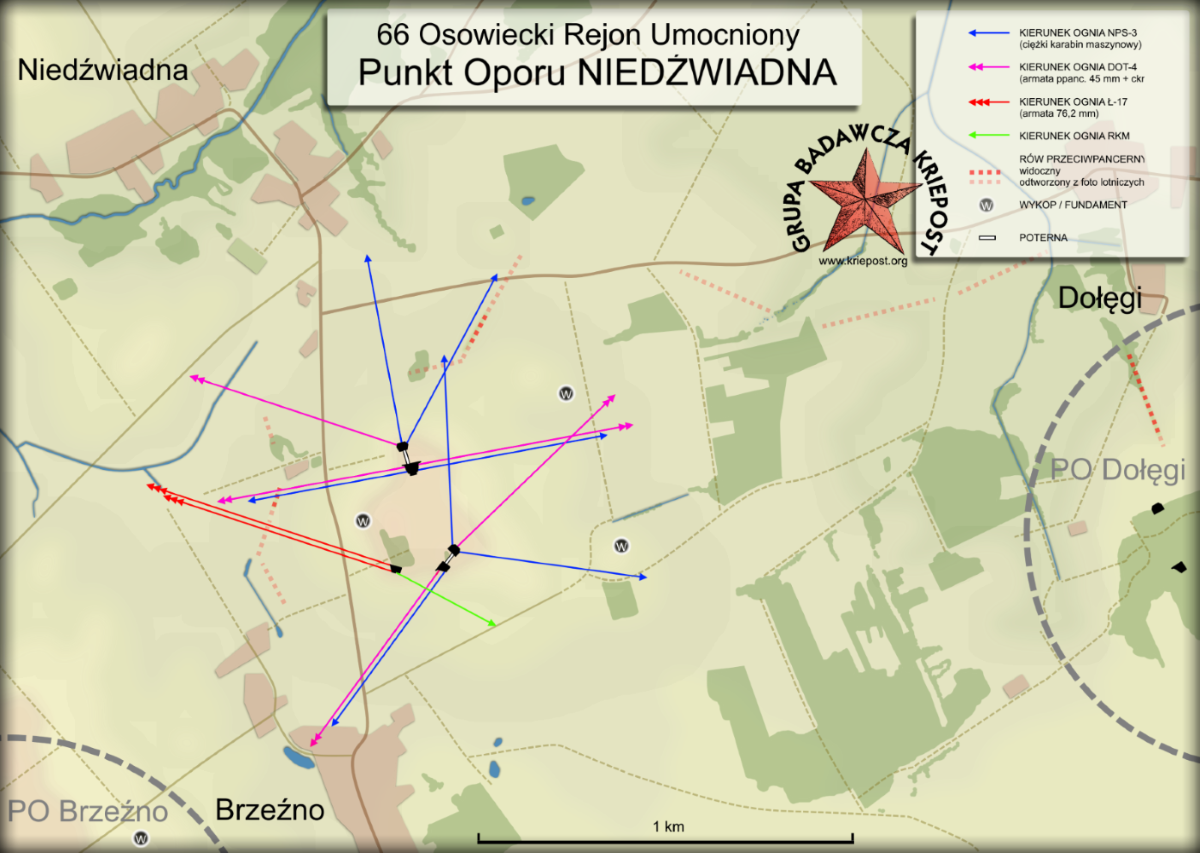
Uzbrojenie i kierunki ognia w Punkcie Oporu Niedźwiadna, 66 Osowiecki Rejon Umocniony.

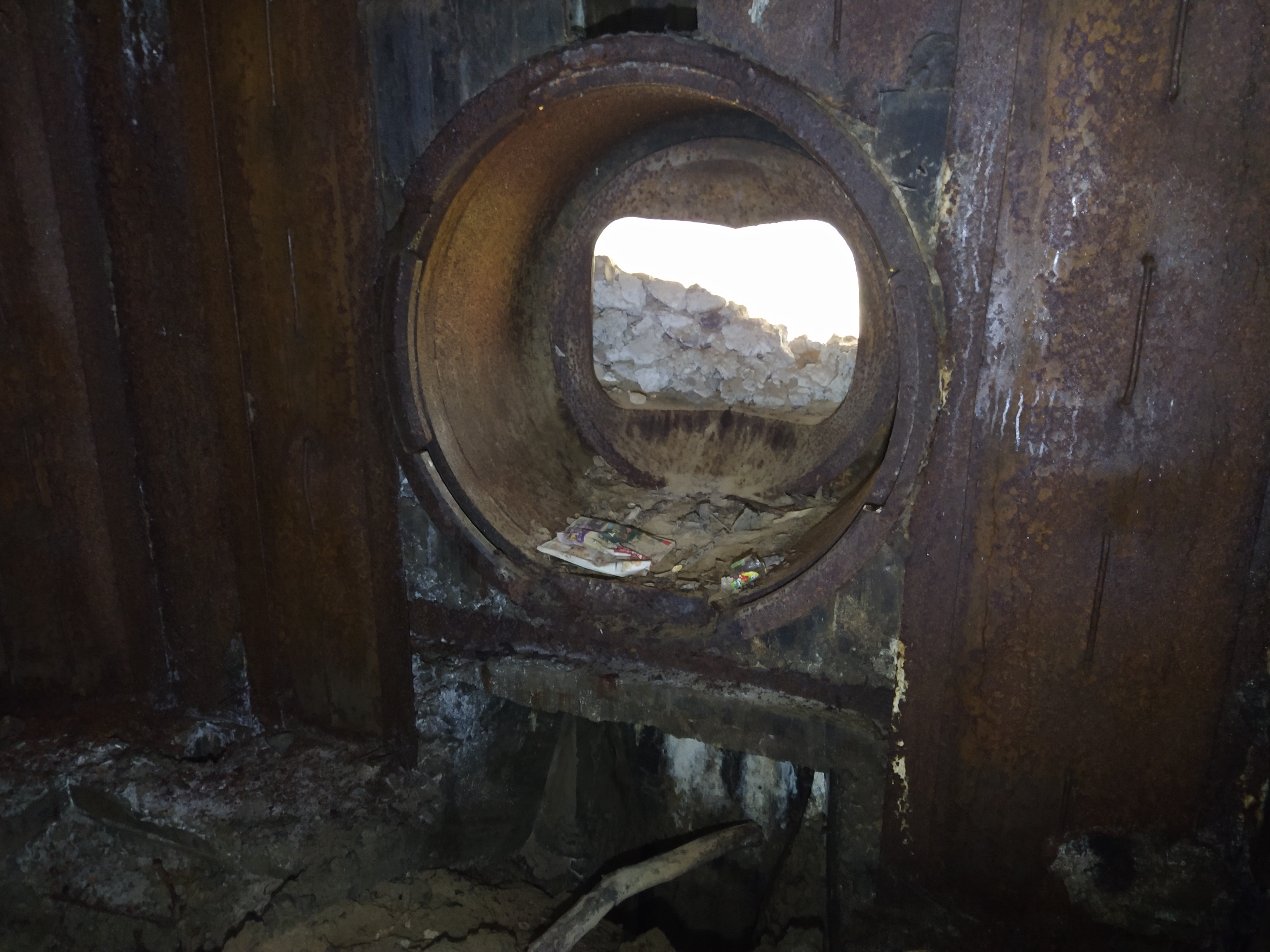
Otwór strzelniczy w jednokondygnacyjnym schronie do ognia czołowego. Punkt Oporu Ciemnoszyje, 66 Osowiecki Rejon Umocniony.

### Podstawowe dane budowlane
W zależności od przeznaczenia schrony Linii Mołotowa liczyły od jednej do trzech kondygnacji. Powierzchnia całkowita wynosiła maksymalnie 160 m². W większych obiektach co najmniej jedna kondygnacja była przeznaczona na pomieszczenia techniczne. Zewnętrzne ściany wykonano z żelbetu, o grubości maksymalnie 2,3 m. Sowiecka norma wytrzymałości na ściskanie wynosiła 550 kG/cm² po ok. miesiącu twardnienia. Ściany wewnętrzne były budowane ze słabszego żelbetu (400 kG/cm²). Normy te były podobne do obowiązujących w innych krajach. Jednak pośpiech przy budowie oraz bałagan organizacyjny powodowały nieprzestrzeganie norm technicznych. Z zewnątrz schrony były zabezpieczane kamiennymi warstwami rozpryskowymi. Miały one powodować wybuchy pocisków artyleryjskich, przed uderzeniem w schron, aby osłabiać energię eksplozji.
Schrony lekkie mogły wytrzymać ostrzał z dział do kalibru 105 mm oraz uderzenie bomby o wadze 50 kg, zaś schrony ciężkie ostrzał z dział do kalibru 203 mm. Obiekty posiadały własne zasilanie w energię, instalację oświetleniową, system wentylacji powietrza, ogrzewanie, a większe również kanalizację. Zapas paliwa pozwalał na 60 godzin pracy maszyn bez zmniejszania mocy. Mniejsze obiekty były podłączane do sąsiednich.
Schrony, których budowa nie została ukończona (lub odbiegała od pierwotnych założeń), nie miały zastosowania bojowego ani infrastruktury. Nikołaj Czierkaszin scharakteryzował je w słowach: „Faktycznie w większości były to betonowe pudła, bez elektryczności, wody i łączności” (ros. „По жизни это были большей частью бетонные коробки без электричества, воды, связи”).

### Schrony DOT
Głównym elementem fortyfikacji Linii Mołotowa były schrony bojowe tzw. DOT (ros. ДОТ, wym. DOT). Ich nazwa pochodzi od rosyjskich słów Долговременная Огневая Точка, oznaczających stały punkt ogniowy (dosłownie: długoterminowy punkt ogniowy) lub po prostu żelazobetonowy schron bojowy; w odróżnieniu od polowych drewniano–ziemnych punktów ogniowych DZOT (ros. ДЗОТ). Nazwa DZOT jest skrótem od rosyjskich słów Дерево-земляная огневая точка.
Według literatury radzieckiej stanowiły one jeden z elementów ziemno–drewnianych budowli ogniowych (ros. Дерево-земляное огневое сооружение). W literaturze radzieckiej DZOT–y wymieniane są częściej w aspekcie wojny radziecko–fińskiej i zazwyczaj kojarzone przez rosyjskojęzycznych autorów z „wielką wojną ojczyźnianą”; (na obszarze byłego ZSRR określenie na front wschodni II wojny światowej), choć nawet w rosyjskich opisach wojny afgańskiej też spotyka się nazewnictwo DZOT i DOT, podobnie jak we współczesnych opracowaniach rosyjskojęzycznych. DOT–y stanowiły element fortyfikacji stałych. Ich budowę rozpoczęto latem 1940 roku w myśl doktryny: „Nikomu nie oddamy ani werszka swojej ziemi” (ros. „Ни одного вершка своей земли не отдадим никому”), sformułowanej przez Stalina.

### Podział schronów
Schrony na Linii Mołotowa dzielą się na podtypy wedle dwóch kategorii:
1. Przeznaczenie – w niej wyróżnia się schrony dowodzenia (lub dowodzenia i obserwacyjne), do ognia bocznego, do ognia czołowego i schrony typu blokhauz.
2. Uzbrojenie – w niej wyróżnia się schrony artyleryjskie, obrony przeciwpancernej i broni maszynowej.

Schrony, które prowadziły ogień czołowy (frontalny), nazywano kazamatami (ros. Каземат). Obiekty prowadzące ogień boczny (flankujący) to kaponiery (ros. Капонир) i półkaponiery (ros. Полукапонир), w zależności od tego, czy prowadziły ostrzał dwóch czy jednej strony. Występujące bardzo rzadko obiekty prowadzące ogień okrężny nazywano blokhauzy (ros. Блокгауз, nazwa pochodzi od niemieckiego słowa Blockhaus).
Wedle kryterium uzbrojenia wyróżniano następujące typy schronów:
- półkaponiera artyleryjska (ros. Артиллерийский полукапонир)[50],
- kazamata broni maszynowej (ros. Пулемётный каземат)[52],
- kaponiera przeciwpancerna (ros. Aртиллерийско-пулеметный капонир).

Terminologia ta odbiega od przyjętej w Polsce. Nazwy kazamata czy kaponiera mają tu inne, związane z twierdzami fortowymi, znaczenie.

### Uzbrojenie
Na Linii Mołotowa zastosowano nowe koncepcje uzbrojenia umocnień stałych, opracowane w końcu lat trzydziestych. Do tej pory zwracano uwagę głównie na szybkostrzelność i długotrwałość prowadzenia ognia. Uzbrojenie sowieckich schronów składało się w ponad 90% z broni maszynowej. Szybki rozwój broni pancernej zmusił projektantów do zmiany proporcji na rzecz artylerii i broni przeciwpancernej. Konieczne stało się również wzmocnienie opancerzenia oraz jego hermetyczności.
Główne typy stanowisk ogniowych, w które miano wyposażyć Linię Mołotowa, to:
- Stanowisko Ł–17, na którym instalowano armatę forteczną kalibru 76,2 mm wz. 1938/1939 (jako Ł-11(inne języki) była instalowana w czołgach średnich, na przykład w T-34). Stanowisko to umieszczano głównie w półkaponierach artyleryjskich i czasem w kazamatach artyleryjskich do ognia czołowego. Najczęściej armaty montowano parami, co pozwalało na jednoczesne pokrycie ogniem całych pól ostrzału schronów. Obsługę działa stanowiło 5 żołnierzy. Szybkostrzelność stanowiska wynosiła 25 strzałów na minutę.
- Stanowisko DOT–4, na którym instalowano armatę przeciwpancerną kalibru 45 mm wz. 1934. Było przeznaczone dla kaponier i półkaponier, rzadziej kazamat, przeciwpancernych. W kaponierach umieszczano dwa stanowiska po przeciwległych stronach. W niektórych kazamatach możliwe było zainstalowanie nawet trzech stanowisk. We wspólnym pancerzu armaty znajdował się, sprzężony z nią, ciężki karabin maszynowy wz. 1939 DS. Kompletne stanowisko miało masę 2364 kg. Było obsługiwane przez czteroosobową załogę. Armata mogła oddać do 25 strzałów na minutę, zaś karabin maszynowy do 600 strzałów na minutę.
- Stanowisko NPS–3, na którym instalowano ciężki karabin maszynowy Maxim wz. 1910/30. Ze względu na wodny system chłodzenia lufy, stanowisko oprócz typowego opancerzenia, musiało posiadać system doprowadzania zimnej wody do chłodnic i usuwania wrzątku. Było obsługiwane przez trzyosobową załogę i mogło oddać 600 strzałów na minutę.
- Stanowisko PZ-39, wyposażone w ręczny karabin maszynowy wz. 1929 DT, stosowane pomocniczo we wszystkich rodzajach schronów, głównie do osłony zapola oraz w strzelnicach obrony wewnętrznej.
- Ręczne karabiny maszynowe wz. 1927 DP, tzw. Diegtiariewy (ros. Дегтярёва пехотный), identyczne z czołgowymi. DP, czyli karabiny piechoty, nie były montowane w strzelnicach, ale stanowiły dodatkowe uzbrojenie wypadowe.

Według tych założeń udało się uzbroić tylko część ukończonych schronów. W niektórych zamontowano stare uzbrojenie z Linii Stalina oraz elementy polskich fortyfikacji z Polesia.

### Wewnętrzna budowa schronów
Schrony Linii Mołotowa dzielą się na: jednoizbowe (przeznaczone dla ciężkich karabinów maszynowych, o powierzchni od ok. 20 do ok. 40 m², wyposażone w zbiorniki na wodę chłodzącą, pompę i wentylatory) oraz wieloizbowe schrony do ognia czołowego. Kaponiery i półkaponiery miały jedną lub dwie kondygnacje. W mniejszych obiektach ograniczono zaplecze techniczne i socjalne, a załoga korzystała z wyposażenia pobliskich, większych schronów.
Zabezpieczeniem wejścia była przelotnia ze znajdującą się w ścianie tylnej szczeliną detonacyjną, służącą do odprowadzenia fali uderzeniowej wybuchających pocisków. Przelotnia i szczeliny detonacyjne zamykane były kratami. Wejście do schronu stanowiły pancerne drzwi. Za nimi znajdował się przedsionek, będący jednocześnie śluzą gazową. W obiektach wielokondygnacyjnych montowano również włazy z gazoszczelną pokrywą, pomiędzy poszczególnymi piętrami. Dwa schrony na Linii Mołotowa zostały zbudowane w nietypowy sposób: do izby bojowej załoga wchodziła z poziomu niższej kondygnacji. Jeden z nich, przeznaczony do ognia bocznego, znajduje się w Punkcie Oporu Podbiele.
Każdy schron posiadał: izbę bojową, wyjście awaryjne, sanitariat, strzelnice obrony wewnętrznej, stanowisko dowodzenia ze środkami łączności i peryskopem oraz układ wentylacji (mógł być mechaniczny, o ile schron nie został podłączony do sieci energetycznej). Łączność zapewniały telefony polowe, umieszczane w przelotni. W schronach wieloizbowych wydzielano pomieszczenia techniczne, w których znajdowały się: miejsca wypoczynku, urządzenia wentylacyjne, maszynownia, opcjonalnie również studnie. W schronach wielopoziomowych zaplecze techniczne urządzano w dolnej kondygnacji.

## Dalsze lata wojny i okres powojenny

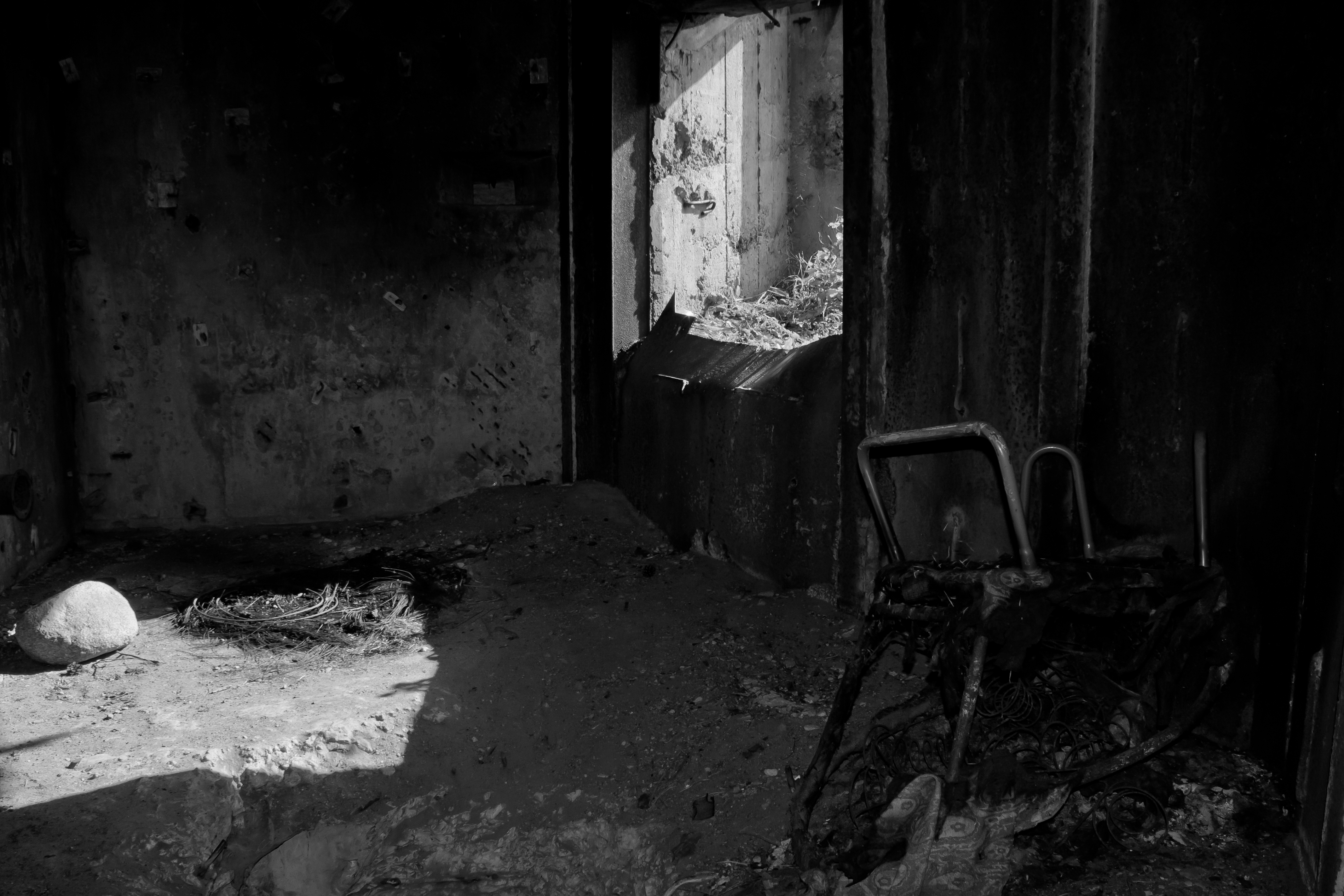
Wnętrze schronu, 2014 rok

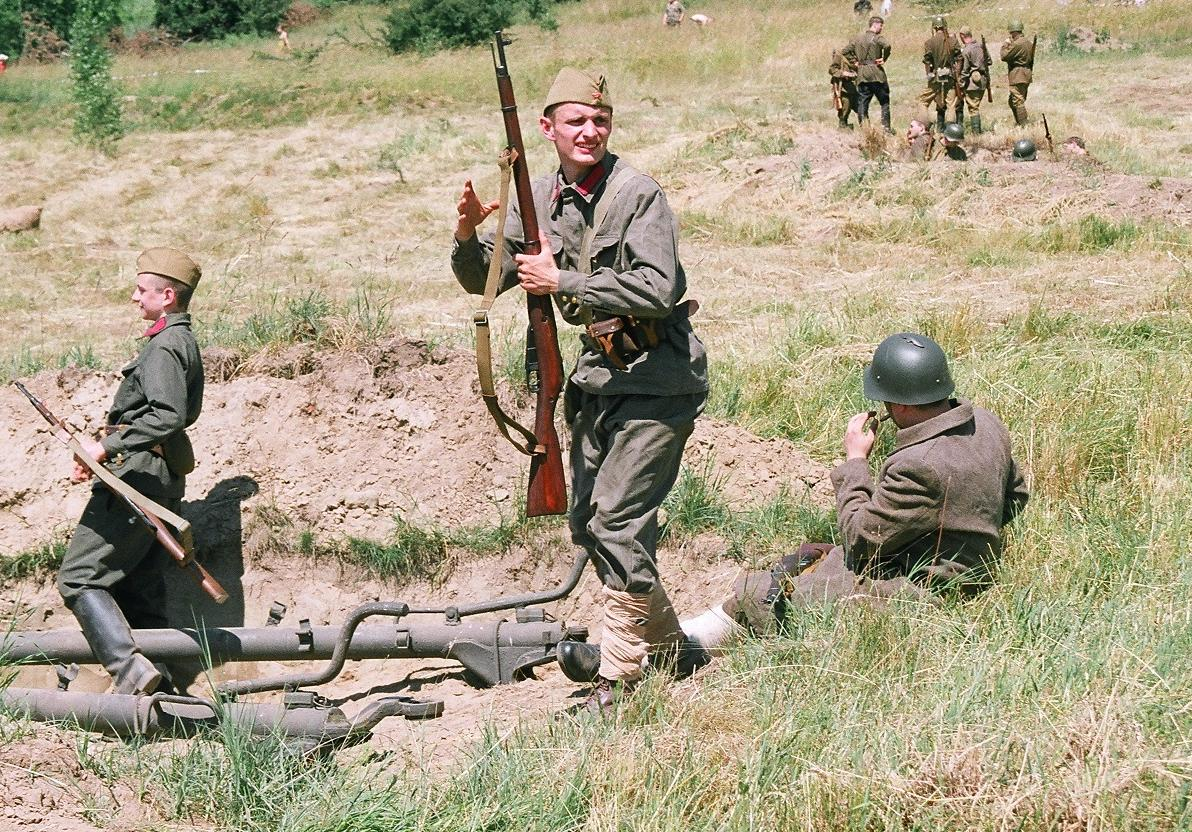
Rekonstrukcja historyczna. Sanok, 2008 rok.

Po zakończeniu Operacji Barbarossa Linia Mołotowa praktycznie nie była wykorzystana w działaniach bojowych przez ZSRR. Z obiektów korzystało polskie podziemie zbrojne. Oddziały Armii Krajowej zaopatrywały się w pozostawioną broń.
Budowle linii Mołotowa wykorzystał w 1944 4 Gwardyjski Korpus Kawalerii dowodzony przez gen. Plijewa. Otoczeni kawalerzyści w rejonie twierdzy Brześć przez wojska niemieckie korzystając z fortyfikacji z powodzeniem odpierali ataki. Amunicja dla otoczonego 4 GKKwa. dostarczana była nocą przez lotnictwo Armii Czerwonej.
Po wojnie Ukraińska Powstańcza Armia wykorzystywała je jako czasowe schronienia. W schronach Punktu Oporu Wielki Dział (obecnie na terenie gminy Narol) mieściła się szwalnia UPA. Dla miejscowej ludności były źródłem urządzeń technicznych: silników spalinowych i elektrycznych, agregatów prądotwórczych czy pomp.
W 1948 roku Wojsko Polskie przeprowadziło rozpoznanie schronów i zabezpieczyło pozostałości. W niektórych obiektach znajdowały się niewypały, które zdetonowano, a tym samym schrony zostały zburzone. Podczas inwentaryzacji sporządzono szkice i opisy oraz nadano schronom numery identyfikacyjne, które wypisano na ścianach.
W latach pięćdziesiątych pojawiła się koncepcja wykorzystania obiektów na potrzeby zimnej wojny. Wówczas przeprowadzono prace remontowe.
Od tego czasu schrony praktycznie nie były konserwowane, a wyposażenie przedstawiające wartość finansową zostało rozkradzione. Cześć uległa zniszczeniu przez zalanie wodami gruntowymi lub zarośnięta.
W dzisiejszych granicach Polski znajdują się w całości lub częściowo obiekty sześciu RU (Grodzieński, Osowiecki, Zambrowski, Brzeski, Rawsko-Ruski, Przemyski). Stanowią ciekawe pomniki architektury wojskowej oraz lokalne atrakcje turystyczne. Odbywają się w nich również prelekcje lub rekonstrukcje historyczne.

## Szlaki turystyczne na Linii Mołotowa
Wzdłuż schronów, znajdujących się na terenie Polski, PTTK wytyczyło niebieski szlak turystyczny, przeznaczony głównie dla turystyki pieszej i częściowo rowerowej, obejmujący trzynaście odcinków: Lipsk nad Biebrzą, Szczuczyn, Kolno, Zarudzie, Drohiczyn, Siemiatycze, Śniadowo, Prosienica, Dąbrowa, Skłody – Szulborze, odcinek Rawsko-Ruski, Krasiczyn, Bieszczady. Ze względów bezpieczeństwa PTTK nie zaleca zwiedzania schronów bez osoby towarzyszącej, latarek i nocą. Część obiektów znajduje się na terenach Biebrzańskiego Parku Narodowego oraz Południoworoztoczańskiego Parku Krajobrazowego.
Wytyczono również Podkarpacki Szlak Rowerowy „Śladami nadsańskich umocnień”, o długości ok. 150 km, obejmujący południową cześć Linii Mołotowa, który przebiega z miejscowości Bóbrka koło Soliny do Przemyśla, wzdłuż lewego brzegu Sanu. Duże kompleksy, składające się z kilkunastu schronów, znajdują się w Lesku, Załużu i Olchowcach. W dolinie Bugu znajduje się „Szlak bunkrów” o długości 23 km, wytyczony w Nadbużańskim Rejonie Umocnionym, od miejscowości Wólka Nadbużna do Mielnika.
Na terenie Polski zachował się jeden fragment stanowiska ogniowego Ł–17, który znajduje się w schronie oznaczonym numerem WD-01 na wzgórzu Wielki Dział w 6 Rawsko-Ruskim Rejonie Umocnionym.